# Манитас де Плата
Манитас де Плата (на френски: Manitas de Plata) е френски фламенко китарист.
Той е роден на 7 август 1921 година в Сет, близо до Монпелие, в циганско семейство. Придобива известност със своите изпълнения на китара на ежегодните цигански събори в Сент Мари дьо ла Мер, но отказва други публични изяви, докато не минават десет години от смъртта на Джанго Райнхарт. От средата на 60-те години започва да записва и придобива международна известност.
Няколко от синовете и племенниците на Манитас де Плата основават групата Джипси Кингс.